# 야스너지쿤솔노크주

야스너지쿤솔노크주의 위치

야스너지쿤솔노크주(헝가리어: Jász-Nagykun-Szolnok megye)는 헝가리 중부에 위치한 주로 주도는 솔노크이며 면적은 5,582km2, 인구는 399,000명, 인구 밀도는 71명/km2이다. 1개 도시주(솔노크)와 9개 구(야서파티구, 야스베레니구, 커르처그구, 쿤헤제시구, 쿤센트마르톤구, 메죄투르구, 솔노크구, 티서퓌레드구, 퇴뢱센트미클로시구), 21개 시, 56개 마을을 관할한다.
북쪽으로는 헤베시주와 보르쇼드어버우이젬플렌주, 동쪽으로는 허이두비허르주, 남동쪽으로는 베케시주, 남쪽으로는 촌그라드처나드주, 남서쪽으로는 바치키슈쿤주, 서쪽으로는 페슈트주와 접하며 주내에는 티서강과 쾨뢰시강이 흐른다.

주기
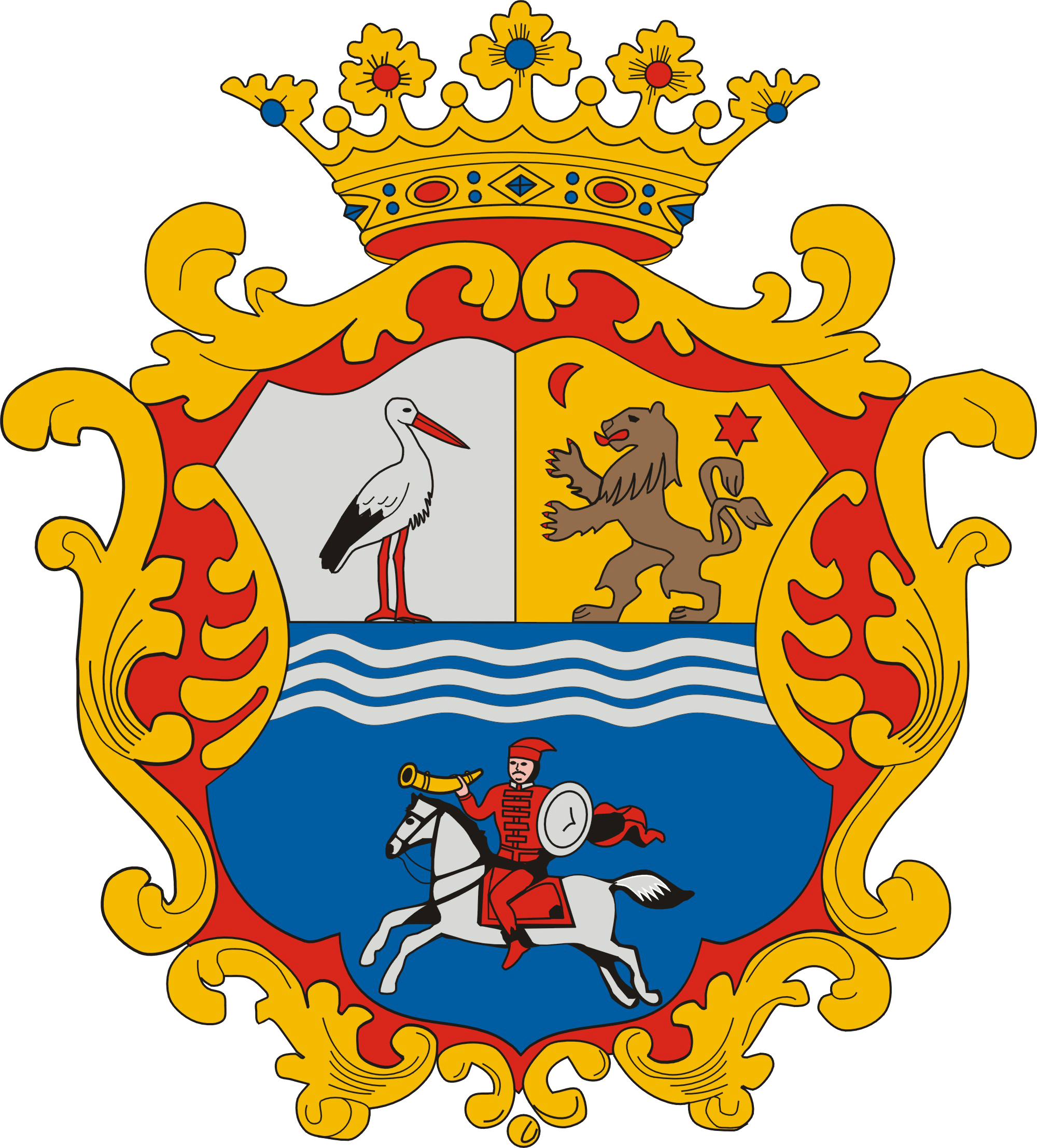
주 문장

## 같이 보기
- 쿠만인